# Gilbert Louis
Gilbert Marcel Henri Louis (Champsecret, 31 maggio 1940) è un vescovo cattolico francese, dal 23 dicembre 2015 vescovo emerito di Châlons.

## Biografia
Gilbert Louis è nato a Champsecret, in Normandia, nel 1940.

### Formazione e ministero sacerdotale
Dopo essere entrato nel seminario maggiore di Sées nel 1959, ha proseguito la sua formazione al sacerdozio presso il seminario interdiocesano di Laval e infine a Le Mans.
È stato ordinato sacerdote l'11 luglio 1965 dal vescovo di Séez André-Jean-Baptiste Pioger.
Dopo un primo ministero parrocchiale come vicario a Flers-de-l'Orne, ha assunto diversi incarichi all'interno dei movimenti di azione cattolica: come cappellano diocesano dal 1971 al 1977, poi cappellano nazionale della Gioventù cristiana indipendente delle donne fino al 1982 e come cappellano diocesano dell'Azione cattolica per gli ambienti indipendenti dal 1982.
Nel 1984 è stato nominato vicario episcopale per il settore di Alençon, poi nel 1988 vicario generale del vescovo Yves-Maria Dubigeon. A lui si devono in particolare la riqualificazione delle parrocchie e dei decanati, l'istituzione del Consiglio diocesano di solidarietà, inoltre si occupa anche della pastorale giovanile, dell'apostolato dei laici e delle comunicazioni sociali.

### Ministero episcopale
Il 1º marzo 1999 papa Giovanni Paolo II lo ha nominato vescovo di Châlons. Ha ricevuto la consacrazione episcopale l'11 aprile seguente, nella cattedrale di Châlons, dall'arcivescovo Louis-Marie Billé, arcivescovo metropolita di Aix, co-consacranti i vescovi Yves-Maria Dubigeon, vescovo di Séez, e Henri-François-Marie-Pierre Derouet, vescovo emerito di Arras. Durante la stessa celebrazione ha preso possesso della diocesi.
All'interno della Conferenza episcopale di Francia, è divenuto membro della commissione per la vita consacrata, dopo aver fatto parte della commissione per la missione universale della Chiesa.
Il 23 dicembre 2015 papa Francesco ha accettato la sua rinuncia per raggiunti limiti d'età al governo pastorale della diocesi, nominando come suo successore François Marie Pierre Touvet, del clero di Digione.

## Genealogia episcopale
La genealogia episcopale è:
- Cardinale Guillaume d'Estouteville, O.S.B.Clun.
- Papa Sisto IV
- Papa Giulio II
- Cardinale Raffaele Sansoni Riario della Rovere
- Papa Leone X
- Papa Paolo III
- Cardinale Francesco Pisani
- Cardinale Alfonso Gesualdo di Conza
- Papa Clemente VIII
- Cardinale Pietro Aldobrandini
- Cardinale Laudivio Zacchia
- Cardinale Antonio Barberini, O.F.M.Cap.
- Cardinale Nicolò Guidi di Bagno
- Arcivescovo François de Harlay de Champvallon
- Cardinale Louis-Antoine de Noailles
- Vescovo Jean-François Salgues de Valderies de Lescure
- Arcivescovo Louis-Jacques Chapt de Rastignac
- Arcivescovo Christophe de Beaumont du Repaire
- Cardinale César-Guillaume de la Luzerne
- Arcivescovo Gabriel Cortois de Pressigny
- Arcivescovo Hyacinthe-Louis de Quélen
- Vescovo Louis-Charles Féron
- Vescovo Pierre-Alfred Grimardias
- Cardinale Guillaume-Marie-Romain Sourrieu
- Cardinale Léon-Adolphe Amette
- Arcivescovo Benjamin-Octave Roland-Gosselin
- Cardinale Paul-Marie-André Richaud
- Cardinale Paul Joseph Marie Gouyon
- Vescovo Charles-Auguste-Marie Paty
- Cardinale Louis-Marie Billé
- Vescovo Gilbert Marcel Henri Louis